# Balotina
Balotina je abrazivum určené k otryskávání povrchů. Jedná se o skleněné mikrokuličky, které jsou vhodné pro tryskání v uzavřených systémech s možností recyklace abraziva. Balotina umožňuje velmi šetrné tryskání bez poškození materiálu.
Používá se zvláště pro jemné tryskání nebo leštění nerezového materiálu jako finální úprava.
Jako chemicky stálý a inertní materiál je z hlediska toxikologického a ekologického nezávadná. Materiál je nehořlavý, nevýbušný a z chemického hlediska neobsahuje žádné škodlivé látky. Balotinu lze skladovat neomezeně dlouhou dobu. Při volném přístupu vzduchu nabírají mikrokuličky vzdušnou vlhkost a materiál ztrácí sypkost.

## Popis
| Tvar zrna      | kulatý       |
| Typ            | inertní      |
| Barva          | bílá         |
| Tvrdost        | 6 Mohs       |
| Sypná hmotnost | 1,5 kg/dm3   |
| Měrná váha     | 2,46 kg/dm3  |
| Velikost zrn   | 040 – 070 µm |
|                | 065 – 105 µm |
|                | 075 – 125 µm |
|                | 090 – 150 µm |
|                | 100 – 200 µm |
|                | 150 – 250 µm |
|                | 200 – 300 µm |
|                | 300 – 400 µm |
|                | 400 – 600 µm |

## Chemické složení
| SiO2  | 72 %    |
| AL2O3 | < 2,5 % |
| CaO   | 9 %     |
| MgO   | < 4 %   |
| Na2O  | 13,7 %  |
| K2O   | < 1,2 % |
| Fe2O3 | < 0,5 % |
| SO3   | < 0,5 % |